# Cursa înarmării

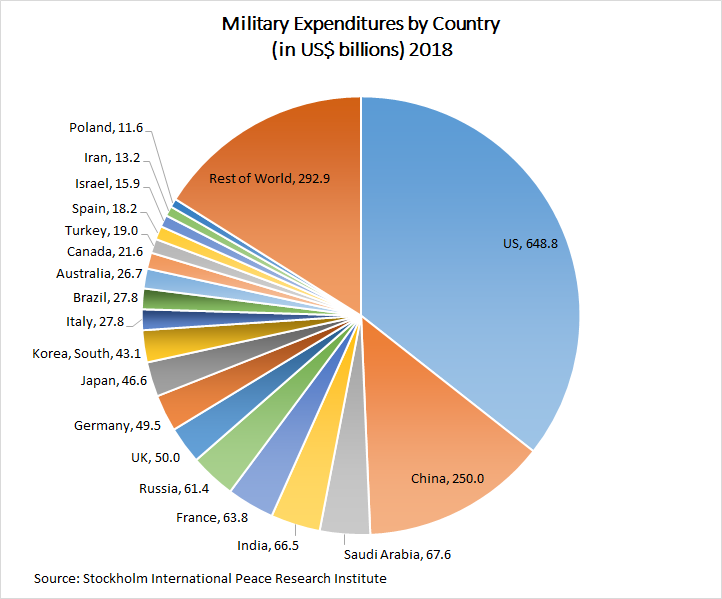
Un tabel grafic care prezintă cheltuielile militare globale pe țări pentru 2018, în miliarde de dolari, potrivit SIPRI.

Prin cursa înarmării se înțelege o competiție între două sau mai multe state pentru a atinge superioritate militară față de adversari. Implică o dezvoltare fără precedent a tehnologiei aferente. Este pur și simplu definit ca o competiție între două sau mai multe state pentru a avea forțe armate superioare; o competiție privind producția de arme, creșterea unei armate și scopul tehnologiei militare superioare. 
Termenul este, de asemenea, folosit pentru a descrie orice situație concurențială pe termen lung în care fiecare concurent se concentrează pe depășirea celorlalți. 
O cursă evolutivă a înarmărilor este un sistem în care două populații evoluează pentru a continua să fie membri ai celeilalte populații. Acest concept este legat de ipoteza Reginei Roșii, în care două organisme co-evoluează pentru a se depăși unul pe altul, dar fiecare nu reușește să progreseze față de celălalt interactiv.
În tehnologie, există analogii apropiate de rasele de arme dintre paraziți și gazde, cum ar fi cursa înarmărilor între scriitorii de virusi de calculator și scriitorii de software antivirus, sau spammeri împotriva furnizorilor de servicii de Internet și a scriitorilor de programe de e-mail.
Mai generic, termenul este folosit pentru a descrie orice competiție în care nu există un obiectiv absolut, ci doar scopul relativ de a rămâne înaintea celorlalți concurenți în rang sau cunoștințe. O cursă a înarmărilor poate implica, de asemenea, inutilitate, deoarece concurenții petrec mult timp și bani, dar se termină în aceeași situație ca și cum nu ar fi început cursa înarmărilor.

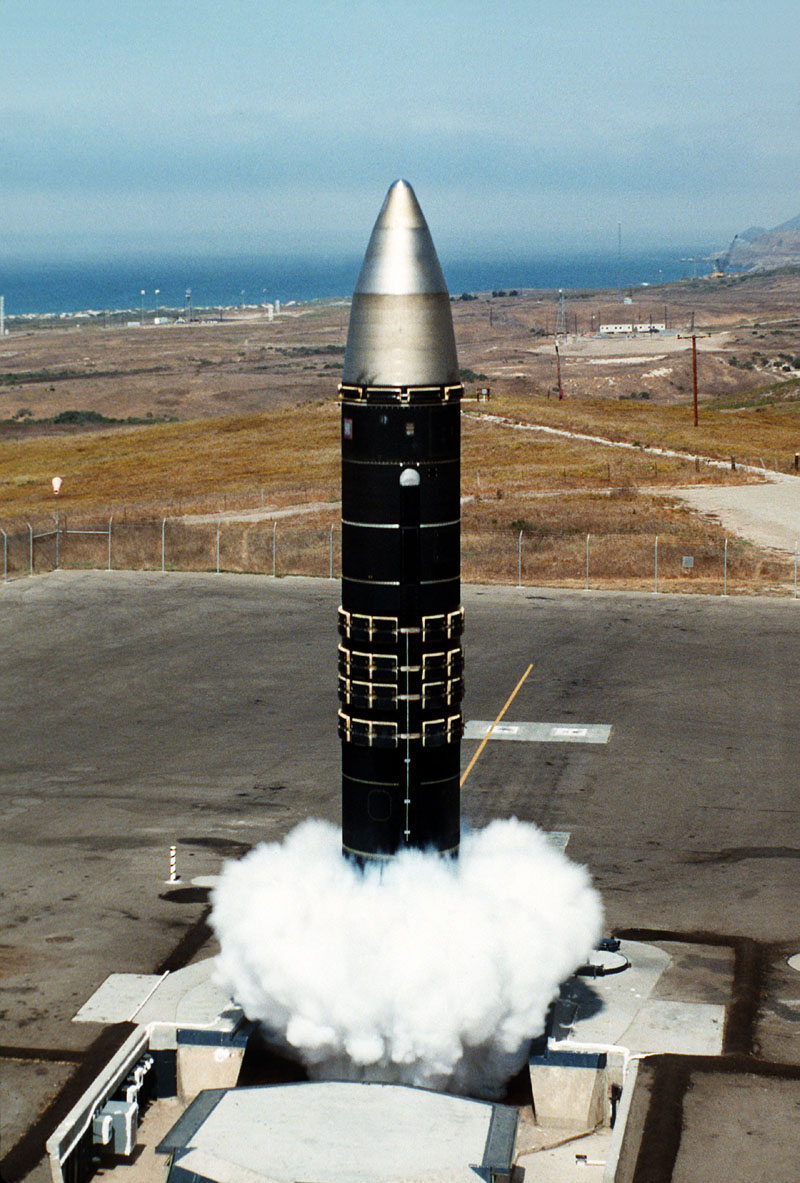
Rachetă balistică intercontinentală LGM-118A Peacekeeper, cea mai avansată armă din categorie
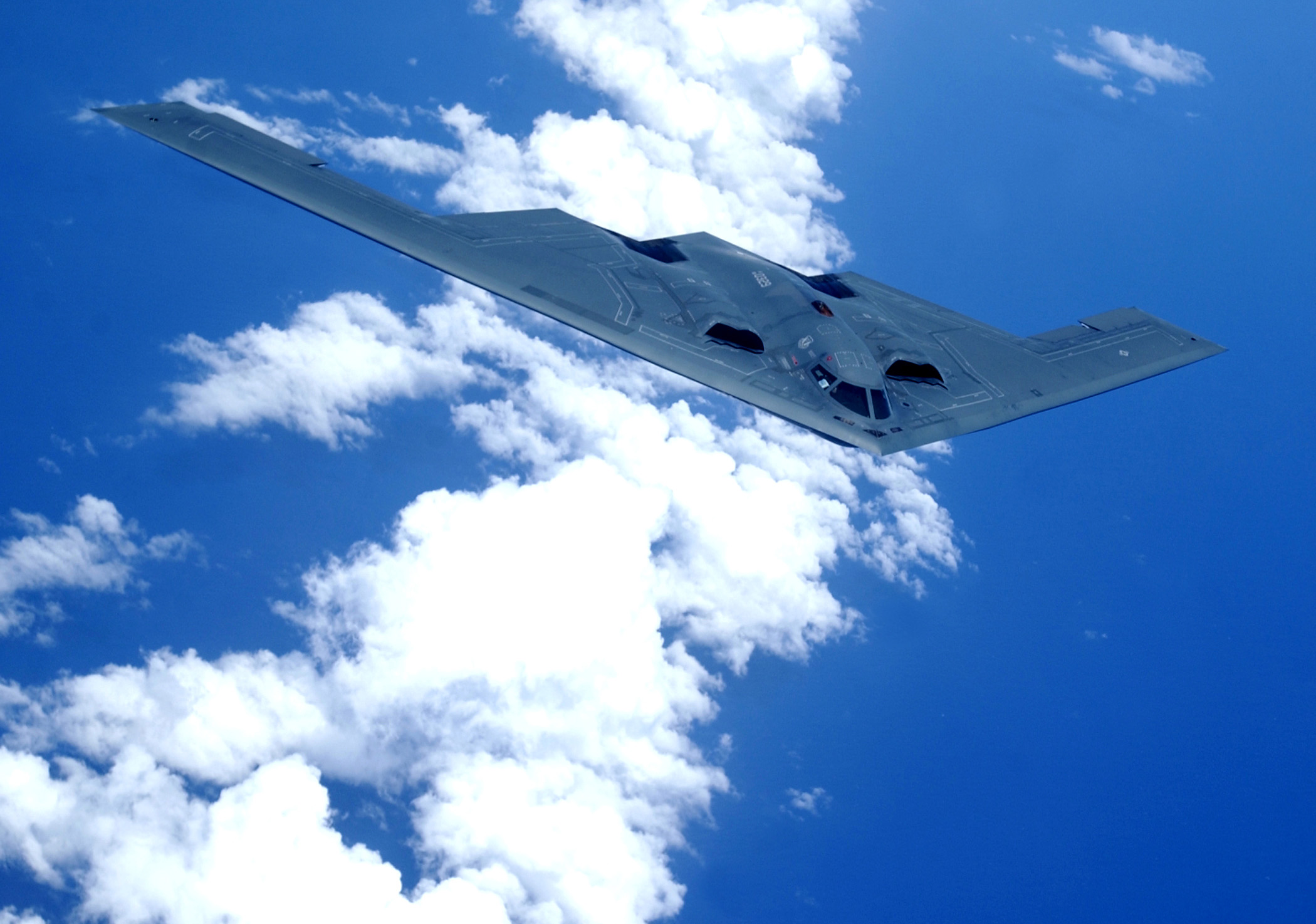
Bombardier strategic greu detectabil Northrop B-2A Spirit
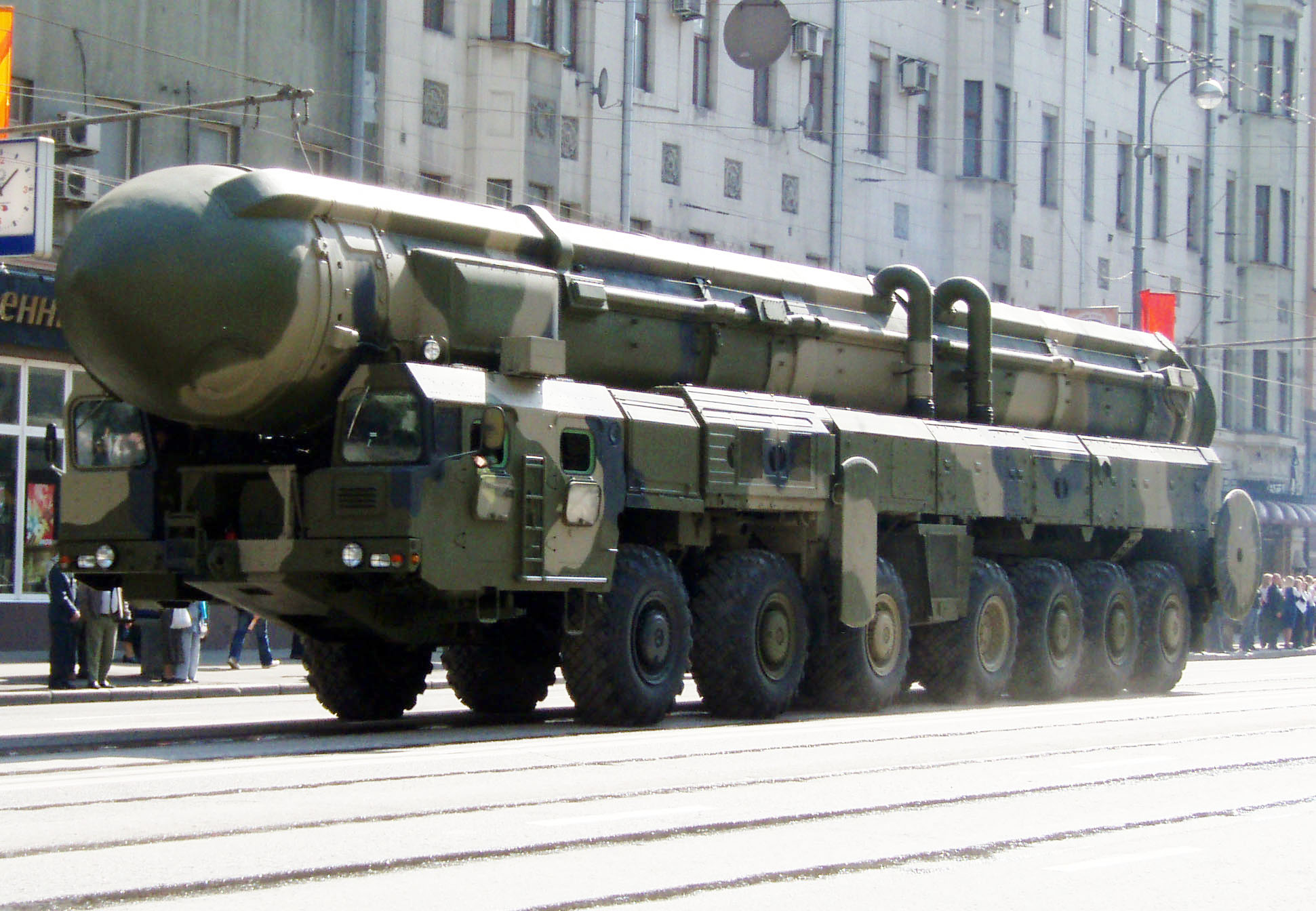
Racheta balistică intercontinentală sovietică SS-25 Sickle cu rampă de lansare mobilă

A cunoscut o perioadă foarte pronunțată în timpul Războiului Rece între superputeri, mai ales în domeniul aerospațial și nuclear.
Azi se dezvoltă foarte rapid senzorii, computerele, comunicațiile digitale și vehiculele de luptă fără pilot - UCAV (Network-centric warfare).